# Victor-Neels-Brücke
Die Victor-Neels-Brücke ist eine Stahl-Hängebrücke mit vier Seilen, die seit 2009 den Urftsee im Nationalpark Eifel überspannt.
Ziel und Zweck des Brückenbaus war es, für Radfahrer und Wanderer eine Verbindung zu schaffen, um vom Urftseerandweg – sowohl von Gemünd als auch von Rurberg/Urftsperrmauer kommend – auf die Höhe jenseits des Sees zur ehemaligen NS-Ordensburg Vogelsang zu gelangen.

## Geschichtlicher Hintergrund
Vor dem Zweiten Weltkrieg gab es an dieser Stelle im Bereich der Lorbach-Mündung in die Urft eine Fährverbindung zum 1934 erbauten NS-„Reichsschulungslager“.
Nach dem Krieg lagen Urftsee und Vogelsang im Sperrgebiet des Truppenübungsplatzes Vogelsang und waren nicht öffentlich zugänglich.
Nach dem Abzug der belgischen Truppen am 1. Januar 2006 und Wiederöffnung des Gebietes für die Öffentlichkeit wurde der Fährbetrieb nicht wieder aufgenommen, so dass zunächst eine direkte Verbindung zwischen dem Urftsee-Rad- und Wanderweg und dem „Lernort“ (Gedenkstätte) Vogelsang nicht möglich war. Auch vom Kermeter aus fehlte die Verbindung. Dieses infrastrukturelle Manko änderte sich erst mit dem Brückenbau im Jahre 2009.

## Der Brückenbau
Zunächst wurde am östlichen Seeufer ein rd. 20 Meter hoher, mit 17° zum Berghang geneigter und mit zwei Seilen abgespannter Stahl-Pylon errichtet. Zwischen diesem und zwei Stahlbetonscheiben am Westufer (Brüstung) wurden zwei Tragseile gespannt; darunter liegen zwei Spannseile. Insoweit besteht die gesamte Tragkonstruktion im Wesentlichen nur aus vier Seilen. Der durch Stahlgeländer mit Drahtverkleidung gesicherte Überweg mit Aluminiumbelag ist behindertengerecht gebaut.
Die Brücke wurde 2010 mit dem Preis des Deutschen Stahlbaus u. a. für ihre landschaftsschonende Bauweise und umweltgerechte Ästhetik ausgezeichnet.

## Victor Neels
Im Dezember 2009 wurde die Brücke durch den Landrat Günter Rosenke nach Victor Neels (1925–2025) benannt, der 1970–1980 Kommandant der belgischen Streitkräfte im Camp Vogelsang war. Während seiner Dienstzeit und auch nach Beendigung seiner aktiven Zeit war er durch verschiedene soziale Aktivitäten um eine Annäherung an die lokale Bevölkerung bemüht. Für seine Verdienste erhielt er 1975 das Bundesverdienstkreuz am Bande und 1980 die Höherstufung zum Großen Bundesverdienstkreuz.

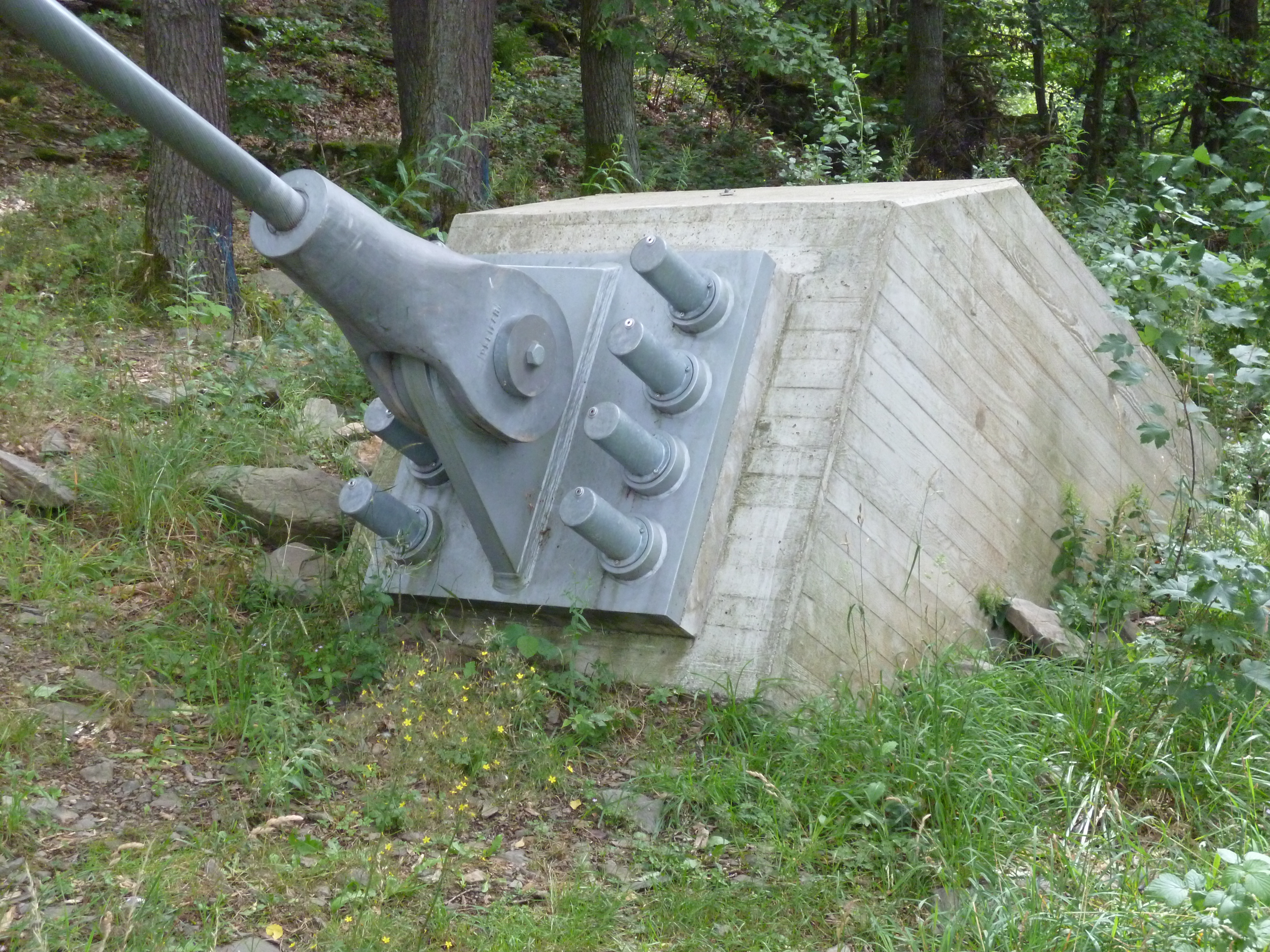
Ein Bodenanker
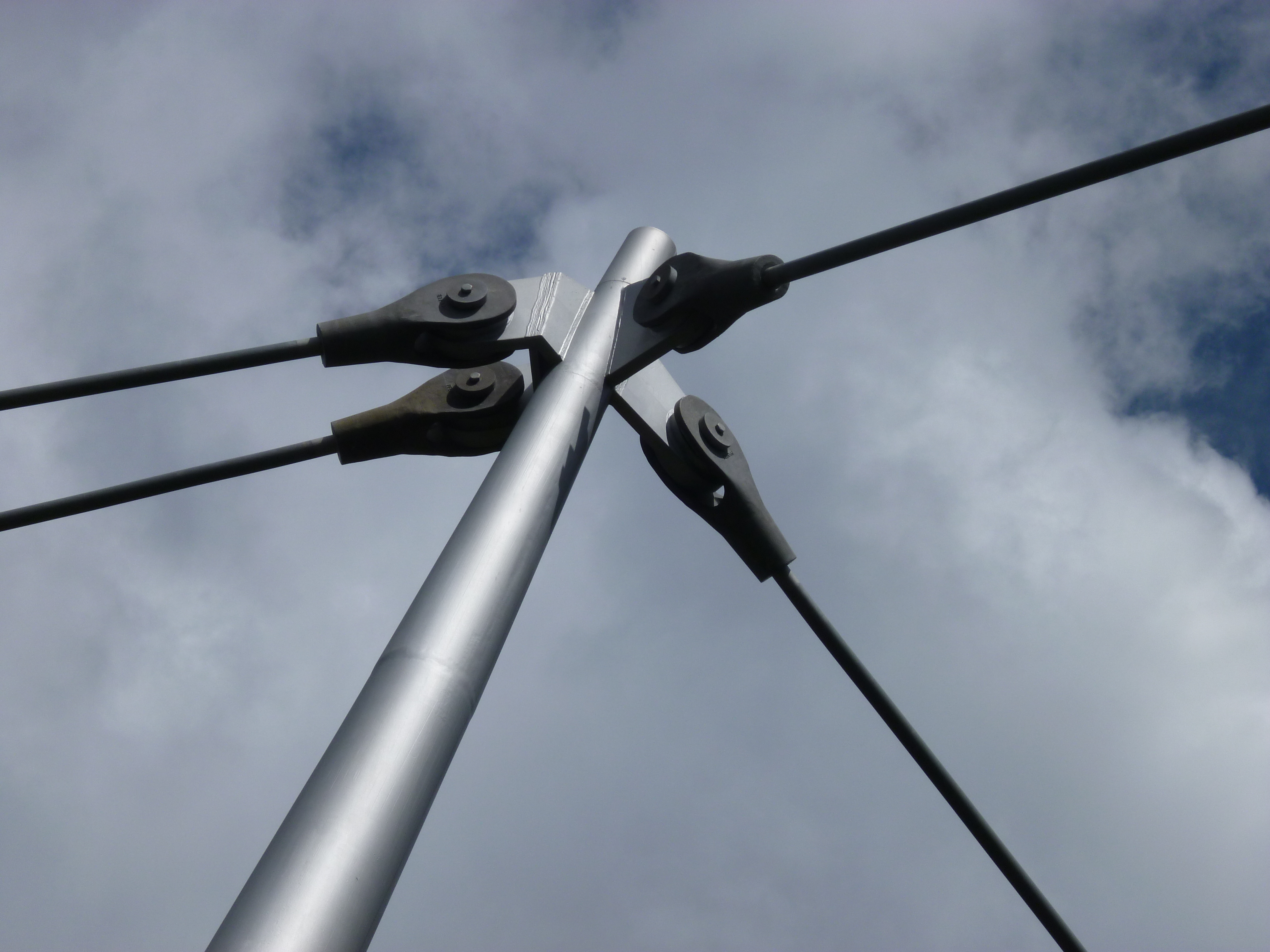
Spitze Pylon
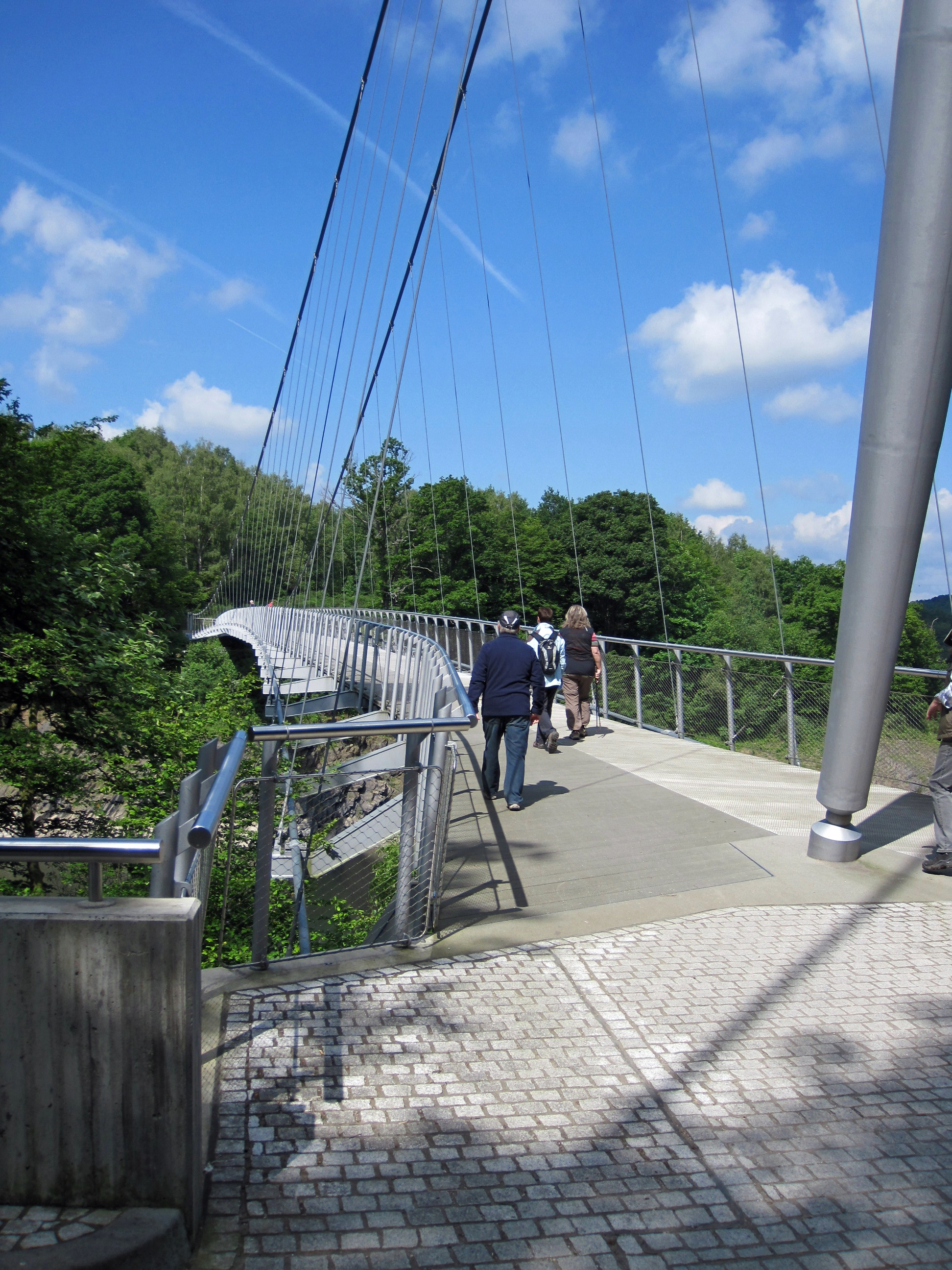
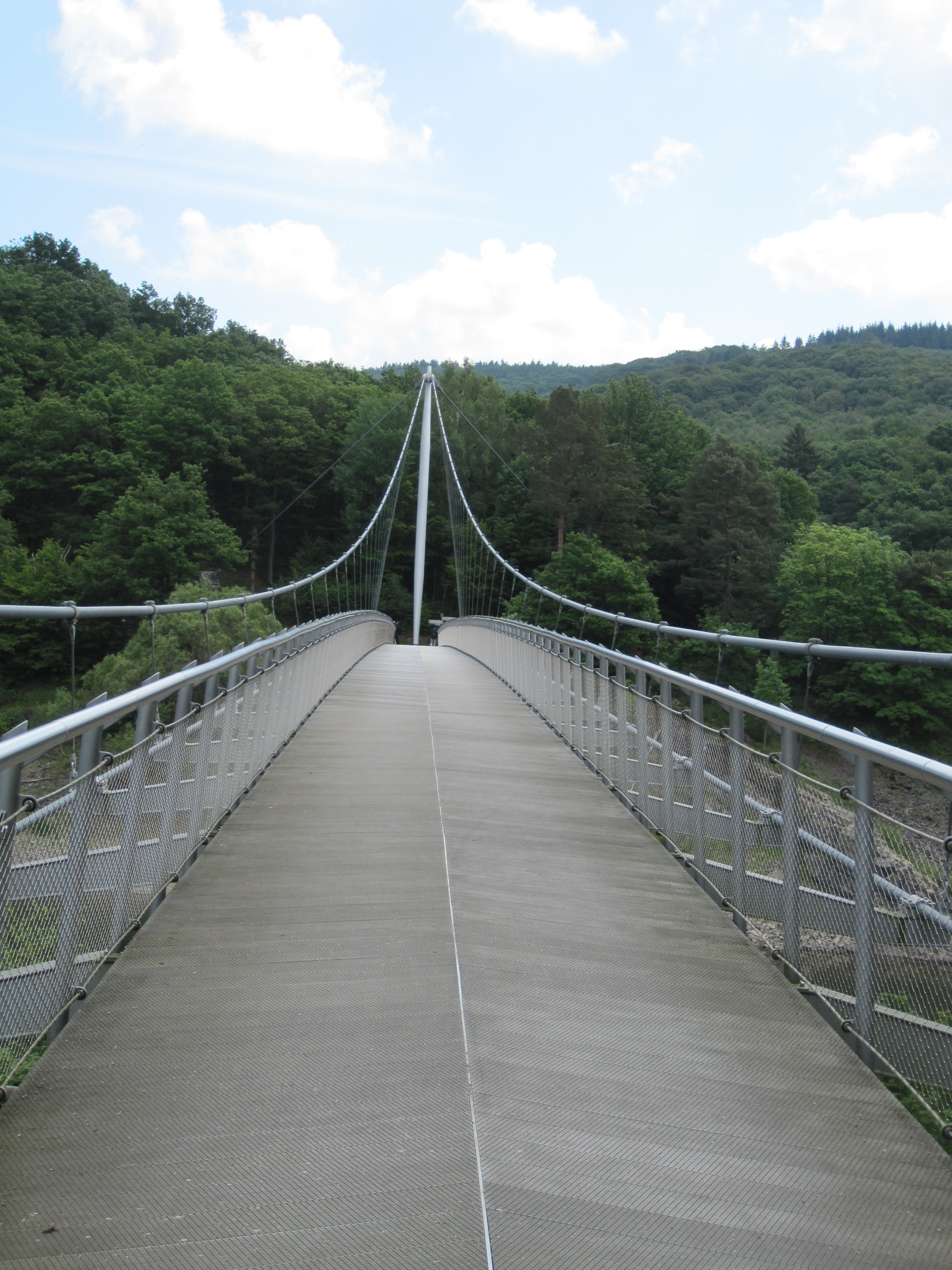